# Szamosi Elza
Szamosi Elza, Szamossy, született: Szamek Erzsébet (Budapest, 1881. március 10. – Budapest, 1924. július 14.) opera-énekesnő (drámai szoprán).

## Élete
Színésznői pályafutását Németországban kezdte. Csak 1903-ban lépett fel először Magyarországon, amikor megnyitották a Királyszínházat. Később a Népszínházhoz szerződött, de 1904-ben már az Operaház társulatának tagja lett. Bemutatkozott szeptember 20-án, a Navarrai leányban, mint Anita. A tíz év alatt, amelyet az Operaház kötelékében töltött Szamosi Elza, művészi produkciója egyenletes, értékes emelkedést mutatott. Különösen mint a Puccini-operák hősnője aratott sok nagy sikert. 
Amerikában vendégszerepelt 1906-ban, de egy évre rá visszatért az Operaházhoz. 1917-ben végleg megvált az Operaháztól, és Bécsben énekiskolát nyitott. Csendes, visszavonult életet folytatott, későbbi években énektanítással is foglalkozott, de színházban már csak a nézőtéren volt látható, ahol gyakran megjelent. Ott volt minden nevezetesebb operaelőadáson és sűrűn látogatta a hangversenyeket. 

## Családja
Szülei Szamek Jacques orvos és Goldstein Eugénia. Első férje Somló Nándor volt, akitől elvált. 1914. október 15-én, Budapesten ment férjhez Környey Béla operaénekeshez, aki a bécsi Operaház tagja volt, Szamosi Elza miatta (is) Bécsbe költözött. 1921-ben elváltak, Reiss József fővárosi nagykereskedő felesége lett, akivel haláláig együtt élt.

## Főbb szerepei
- Bizet: Carmen (Carmen)
- Eugene D’Albert: Hegyek alján (Márta)
- Puccini: Bohémélet (Mimi)
- Puccini: Pillangókisasszony (Cso-cso-szán)